# Фаро (река)
Фаро (фр. Faro, англ. Faro) — река в регионе Адамава Камеруна и частично в Нигерии. Впадает в Бенуэ, левый приток Нигера.

## Описание

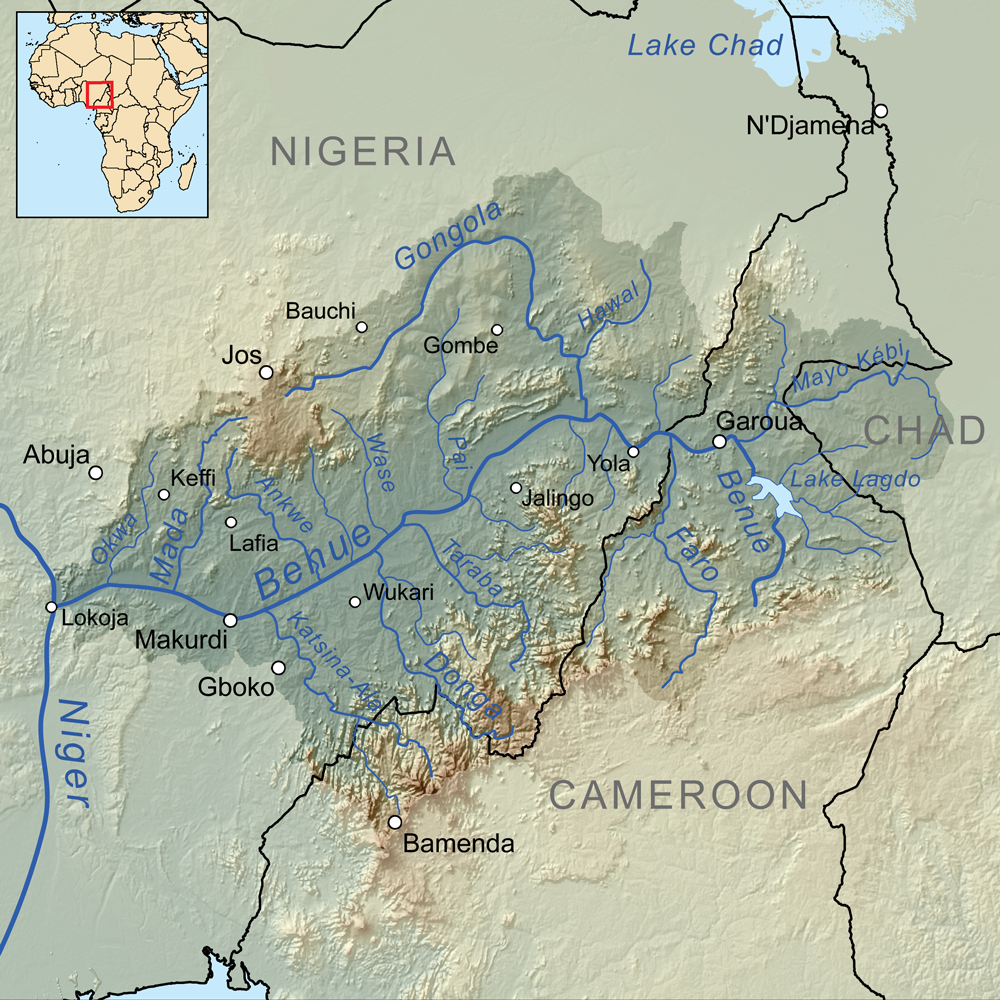
Фаро на карте бассейна Бенуэ.

Река Фаро является самым крупным притоком в верховьях бассейна Бенуэ. Берёт начало примерно на высоте 1500 м над уровнем моря в центре плоскогорья Адамава к юго-востоку от Нгаундере. В 100 км от истока, после впадения рек Мбакана, Мананг и Ро (из которых Рем является притоком), Фаро протекает по плато в глубокой долине. Фаро характеризуется на этом участке сильным уклоном: 11 м/1000 м на 20 км, 3,4 м/ 1000 м на следующие 50 км и 9 м/1000 м перед заповедником гиппопотамов, за которым река образует водопад. При сходе с плоскогорья Адамава в Фаро впадает левый приток Мер, бассейн которого покрывает южный и восточный склоны Чабала-Гангдаба. Затем река переходит в пенеплен с крайне низким уклоном, начиная с уровня 335 м над уровнем моря и следующие 50 км со средним уклоном 1,5 м/ 1000 м. Наклон снижается до 1 м/1000 м на 50 км, которые отделяют место слияния рек Бантадже и Мео-Део. В 7 км вверх по течению от последней, в Фаро впадает Мео-Ниали, который осушает центральную часть заповедника Фару.
В Фаро впадают Део и Чамба. Здесь Фаро представляет собой мощную реку шириной 800 м. В 40 км вниз по течению от Чамбы долина Фаро расширяется, появляются обширные зоны затопления. На высоте 200 м над уровнем моря Фаро делится сначала на два рукава, затем на три; ширина основного русла достигает 7 км. Фаро становится мелкой рекой с множеством островов. На границе с Нигерией впадает в Бенуэ.